# Bactris vulgaris
Bactris vulgaris är en enhjärtbladig växtart som beskrevs av João Barbosa Rodrigues. Bactris vulgaris ingår i släktet Bactris och familjen Arecaceae. Inga underarter finns listade i Catalogue of Life.